# Ivan IV., portugalski kralj
Ivan IV., port. João IV. o Restaurador, zvan Restaurator, ( Vila Viçosa, 19. ožujka 1604. – Lisabon, 6. studenog 1656.), kao Ivan II. 8. vojvoda od Braganze; kralj Portugala od 1640. do smrti 1656. godine.

Ivan IV. rodio se u Vili Vizosa 19. ožujka 1604. godine od oca Teodozija II., 7. vojvode od Braganze i majke Ane de Velasco i Girón, kćerke vojvode Juana Fernándeza de Velasco. Po očevoj smrti 1630. godine postao je 8. vojvoda od Braganze. Bio je najbogatiji velikaš u Portugalu. U povijesti je ostao zapamćen kao Restaurator, jer je nakon šezdesetogodišnje španjolske vladavine ponovno oživio portugalsku neovisnost. Smatra se utemeljiteljem dinastije Braganza na portugalskom prijestolju. Godine 1640. kada je portugalska buržoazija i aristokracija bila nezadovoljna španjolskom vladavinom izabrali su Ivana za vođu pokreta za odcjepljenje. On je to nerado prihvatio, jer je Portugal u to vrijeme bio razoružan a Španjolska je predstavljala veliku silu u Europi. Ipak, uz podršku svoje supruge Luise de Gusmão, koja je bila sestra španjolskog vojvode od Medine, prihvatio je zadaću. Budući da je bio neizravni potomak izumrle portugalske dinastije Aviz, restauratori portugalske neovisnosti ponudili su mu 1. prosinca 1640. godine portugalsku krunu. Uz podršku nacionalne skupštine Cortesa, prihvatio je krunu kao Ivan IV., te je zatražio priznanje od Francuske, Engleske i Nizozemske. Njegov savez s engleskom vladarskom kućom Stuart bio je prekinut 1642. godine zbog engleskog građanskog rata, ali je ponovno obnovljen 1654. ugovorom s engleskim Commonwealthom, kojim je dobio vojnu pomoć u zamjenu za trgovinske privilegije. Ivan IV. i njegova supruga Luisa upravljali su kraljevskim vijećem i skupštinom Cortesa i pokrenuli prekomorsko vijeće. Kralj je preživio pokušaj ubojstva i odupro se španjolskom pokušaju da utječu na Svetu Stolicu kako bi ih izolirali. Tada je Ivan IV. zaprijetio papi da će osnovati portugalsku crkvu i odvojiti je od Rima.  Kada je kralj Ivan IV. preminuo 6. studenog 1656. godine njegova supruga je postala regentom za svog sina Alfonsa VI. (1656. – 1683.). Njegova kći Katarina od Braganze udala se za engleskog kralja Karla II. (Charles II.) 1662. godine.